# Damned, Damned, Damned
| Críticas profissionais                                                      | Críticas profissionais   |
| Avaliações da crítica                                                       | Avaliações da crítica    |
| Fonte                                                                       | Avaliação                |
| --------------------------------------------------------------------------- | ------------------------ |
| allmusic                                                                    | [ 2 ]                    |
| PopMatters                                                                  | · Edição 30º Aniversário |
| Esta tabela precisa de ser acompanhada por texto em prosa. Consulte o guia. |                          |

Damned Damned Damned é o álbum de estreia da banda britânica de punk rock The Damned. Foi lançado em 18 de fevereiro de 1977 e gravado em Londres, com produção de Nick Lowe, contendo o segundo single da banda, "Neat Neat Neat", em sua abertura; além de "New Rose", primeiro single da banda e considerada o primeiro single do punk inglês.
A última música do disco, "I Feel Alright", é uma cover da música "1970", da banda de protopunk The Stooges.
Em 26 de fevereiro de 2007, a gravadora Castle Music lança uma edição do álbum: Damned Damned Damned, 30th Anniversary Expanded Edition, com três CDs remasterizados, incluindo o primeiro show ao vivo da banda, gravado em 6 de julho de 1976 no 100 Club, em Londres; além de conter um trio de demos gravadas em junho de 1976 e nove sessões das Peel Sessions, gravadas entre novembro de 1976 e maio de 1977.

## Faixas
Todas as faixas compostas pelo guitarrista Brian James, exceto onde anotado. 
1. "Neat Neat Neat" — 2:46
2. "Fan Club" — 3:00
3. "I Fall" — 2:08
4. "Born to Kill" — 2:37
5. "Stab Yor Back" (Rat Scabies) — 1:03
6. "Feel the Pain" — 3:37
7. "New Rose" — 2:44
8. "Fish" — 1:38
9. "See Her Tonite" — 2:29
10. "1 of the 2" — 3:10
11. "So Messed Up" — 1:55
12. "I Feel Alright" (David Alexander, Ron Asheton, Scott Asheton, Iggy Pop) — 4:26